# クラウディア・ラウシェンバッハ
クラウディア・ラウシェンバッハ（Claudia Rauschenbach、1984年10月14日 - ）は、旧東ドイツカール・マルクス・シュタット出身の女性フィギュアスケート選手。2001年ドイツ選手権優勝。パートナーはロビン・ゾルコーヴィ。父はカタリナ・ヴィットの兄アクセル・ヴィット、母はレークプラシッドオリンピック女子シングル金メダリストのアネット・ペッチ。

## 経歴
旧東ドイツのカール・マルクス・シュタットに生まれた。母はアネット・ペッチ、父はアクセル・ヴィットであったが、のちに2人が離婚したため母アネット・ペッチの再婚相手であるアクセル・ラウシェンバッハの姓を名乗った。4歳のころにスケートを始め、やがてロビン・ゾルコーヴィとペアを結成し、1998-1999年シーズンからISUジュニアグランプリに出場した。1999年からドイツ選手権ジュニアクラスで2度優勝し、2001年ドイツ選手権ではシニアクラスで優勝したものの、2度出場した世界ジュニア選手権および3シーズン出場したISUジュニアグランプリ国際大会で表彰台に上ることはなかった。2001年、引退。

## 主な戦績
| 大会/年                       | 1998-99 | 1999-00 | 2000-01 |
| ----------------------------- | ------- | ------- | ------- |
| ドイツ選手権                  | 1 J     | 1 J     | 1       |
| 世界Jr.選手権                 |         | 10      | 9       |
| JGPバルト杯                   |         |         | 7       |
| JGPサルコウ杯                 |         | 5       |         |
| JGPハーグ                     |         | 4       |         |
| JGPハンガリー                 | 6       |         |         |
| JGPブラオエン・シュベルター杯 | 8       |         | 6       |

- J = ジュニアクラス